# Gare de Perpignan
Gare de Perpignan – stacja kolejowa w Perpignan, w regionie Oksytania, we Francji. Stacja posiada 3 perony.